# السعودي لزراعة الأعضاء
المركز السعودي لزراعة الأعضاء

## نبذة عن المركز:
المركز السعودي لزراعة الأعضاء هو مركز وطني متخصص بتنظيم وتطوير خدمات التبرع بالأعضاء وزراعتها في المملكة العربية السعودية وأحد المراكز التابعة للمجلس الصحي السعودي. وهو الجهة المشرفة على برامج ومراكز زراعة الأعضاء والتبرع بها في المملكة حيث يشرف على ٣١ برنامج زراعة أعضاء ويدير عمليات التبرع لأكثر من ١٥٠ مستشفى مانح في المملكة.
كما أن أدوار المركز ومهامه لا تقتصر على الخدمات الطبية فحسب، بل تمتد إلى التوعية والتعليم لنشر ثقافة التبرع بالأعضاء ورفع الجانب الوقائي من الإصابة بأمراض القصور العضوي النهائي لكافة أفراد المجتمع والممارسين الصحيين في القطاعات الصحية.
تأسس المركز بمبادرة كريمة من خادم الحرمين الشريفين الملك سلمان بن عبد العزيز آل سعود - حفظه الله - حينما كان أميرا لمنطقة الرياض لتطوير برامج زراعة الأعضاء الوطنية.
| تفاصيل الجهة الحكومية |                          |
| البلد                 | السعودية                 |
| تأسس                  | عام ١٤٠٤ه – ١٩٨٣م        |
| الموقع                | الرياض ، السعودية        |
| الإدارة               |                          |
| المدير العام          | د. طلال بن تركي القوفي   |
| موقع ويب              | https://www.scot.gov.sa/ |

## نشأة المركز:
- صـدور الأمر السـامـي رقــم 1561/7/م بإنشاء المركز الوطني للكلى (١٤٠٤ه – ١٩٨٣م)
- صدور الأمر السامي بتغيير مسمى المركز الوطني للكلى ليصبح المركز السعـــــــودي لزراعـــة الأعضـــاء بقرار من مجلس الوزراء رقم (80). (١٤١٣ه – ١٩٩٢م)
- وضع خادم الحرمين الشريفين الملك سلمان بن عبد العزيز حجر الأساس لإنشاء مقر جديد للمركز السعودي لزراعة الأعضاء. (١٤١٨ه – ١٩٩٧م)
- اعتمــــاد المركز السعودي لزراعة الأعضاء مرجعي لدول مجلـــس التعــــــاون الخليجي (١٤٢٧ه – ٢٠٠٦م)
- قـرار مجلـس الـوزراء رقـــــم / 2013/38 تحديد مهام واختصاصات المركــــز السعودي لزراعة الأعضاء (١٤٣٣ه – ٢٠١١م)
- موافقة مجلس الوزراء على نظام التبرع بالأعضاء البشرية. (١٤٤٣ه – ٢٠٢١م)
- مبادرة خادم الحرمين الشريفين وولي عهده بالتسجيل في برنامج التبرع بالأعضاء. (١٤٤٣ه – ٢٠٢١م)
- اعتماد الهيكل التنظيمي للنموذج التشغيلي للمركز السعودي لزراعة الأعضاء بقرار (رقم ٧ / ١٠٠) من المجلس الصحي السعودي بتاريخ ١٩ / ٥ / ١٤٤٤هـ (١٤٤٤ه – ٢٠٢٢م)

## مهام المركز واختصاصاته:
1. تسجيل مرضى الفشل العضوي والمرضى المزروع لههم والمتبرعين بالأعضاء ومتابعتهم ووضع الإجراءات اللازمة لذلك
2. استقبال بلاغات حالات الوفاة الدماغية للأشخاص في وحدات العناية المركزة ومتابعة هذه الحالات وتنسيق استئصال الأعضاء -بعد الحصول على الموافقات اللازمةـ وتوزيعها على مراكز زراعة الأعضاء في مختلف المنشآت الصحية في المملكة.
3. التنسيق مع الجهات المعنية لإيصال الفرق الطبية إلى مختلف المناطق في المملكة وخارجها لاستئصال الأعضاء من الحالات المشار إليها في الفقرة (٢) وزراعتها للمرضى.
4. التعاون والتنسيق مع الجهات الصحية في مجال زراعة الأعضاء داخل المملكة وخارجها.
5. اقتراح الإجراءات اللزمة لزراعة الأعضاء من المتبرعين الأحياء وفقًا للضوابط الشرعية لإقرارها من المجلس.
6. إعداد المعايير والمواصفات والشروط والضوابط الخاصة لزراعة الأعضاء في المملكة؛ تمهيدًا لإقرارها من المجلس.
7. مراقبة برامج زراعة الأعضاء فنيًا ومتابعتها وتقويم منشآت زراعة الأعضاء بشكل دوري ومتابعتها مع جهة الاختصاص.
8. اقتراح اللوائح الإدارية والمالية لمنسوبي المركز والباحثين والمتعاونين معه ورفعها إلى المجلس لاعتمادها.
9. عقد الدورات والمؤتمرات وبرامج التعليم والتدريب في مجال الفشل العضوي وزراعة الأعضاء والتبرع بها على المستوى المحلي والعالمي وعقد البرامج التأهيلية.
10. تقديم برامج التوعية والتثقيف الصحي في مجال الفشل العضوي وزراعة الأعضاء والتبرع بها للمجتمع.
11. إصدار مجلة علمية متخصصة في مجال زراعة الأعضاء حول الفشل العضوي والتبرع بالأعضاء وزراعتها.
12. القيام بالأبحاث العلمية المتعلقة بزراعة الأعضاء والفشل العضوي والمشاركة فيها داخل المملكة وخارجها.
13. التعاون مع الجمعيات الخيرية لرعاية مرضى الفشل العضوي.
14. القيام بأي مهمة أخرى يكلفه بها المجلس ضمن اختصاصه.

## فروع المركز:
- فرع المركز في منطقة مكة المكرمة
- فرع المركز في منطقة المدينة المنورة
- فرع المركز في منطقة عسير

## برامج زراعة الأعضاء والأنسجة في المملكة العربية السعودية:
يوجد في المملكة العربية السعودية ٣١ برنامج زراعة أعضاء، و١٠ مراكز زراعة قرنية، و٥ بنوك للعيون معتمدة من قبل المركز السعودي لزراعة الأعضاء

### برنامج زراعة الكلى
1. مدينة الأمير سلطان الطبية العسكرية - الرياض
2. مستشفى الملك فيصل التخصصي ومركز الأبحاث - الرياض
3. مدينة الملك عبدالعزيز الطبية الحرس الوطني – الرياض
4. مستشفى الملك فيصل التخصصي ومركز الأبحاث - جدة
5. مستشفى الملك فهد للقوات المسلحة – جدة
6. مستشفى الملك فهد التخصصي - الدمام
7. مستشفى الملك فيصل للقوات المسلحة - خميس مشيط
8. مستشفى الملك سلمان للقوات المسلحة – تبوك
9. مستشفى القوات المسلحة – الهدا
10. مستشفى الدكتور سليمان الحبيب السويدي – الرياض
11. المركز التخصصي الطبي - الرياض
12. مدينة الملك عبد العزيز الطبية الحرس الوطني - جدة
13. مستشفى د. سليمان فقيه - جدة
14. مدينة الملك عبدالله الطبية - مكة المكرمة
15. مستشفى جامعة الملك عبدالعزيز – جدة
16. مدينة الملك سعود الطبية – الرياض
17. مستشفى السعودي الألماني - الرياض

### برامج زراعة الكبد
1. مدينة الأمير سلطان الطبية العسكرية - الرياض
2. مستشفى الملك فيصل التخصصي ومركز الأبحاث – الرياض
3. مدينة الملك عبد العزيز الطبية الحرس الوطني – الرياض
4. مستشفى الملك فهد التخصصي - الدمام
5. مستشفى الملك فيصل التخصصي ومركز الأبحاث – جدة

### برامج زراعة البنكرياس
1. مدينة الملك عبد العزيز الطبية الحرس الوطني – الرياض
2. مستشفى الملك فيصل التخصصي ومركز الأبحاث - الرياض
3. مستشفى الملك فهد التخصصي – الدمام

### برامج زراعة القلب
1. مستشفى الملك فيصل التخصصي ومركز الأبحاث – الرياض
2. مدينة الملك عبد العزيز الطبية الحرس الوطني – الرياض
3. مدينة الأمير سلطان الطبية العسكرية – الرياض

### برامج زراعة الرئة
1. مستشفى الملك فيصل التخصصي ومركز الأبحاث – الرياض
2. مدينة الملك عبد العزيز الطبية الحرس الوطني - الرياض

### برنامج زراعة الأمعاء
1. مستشفى الملك فيصل التخصصي ومركز الأبحاث – الرياض

### بنوك عيون
1. الملك خالد التخصصي للعيون – الرياض
2. الملك عبد العزيز الجامعي – جامعة الملك سعود - الرياض
3. مدينة الملك عبدالعزيز الطبية الحرس الوطني - الرياض
4. التخصصي للعيون - الظهران.
5. جون هوبكنز ارامكو - الظهران .

### مراكز زراعة القرنية
1. الملك خالد التخصصي للعيون – الرياض
2. الملك عبد العزيز الجامعي - الرياض
3. مدينة الملك عبدالعزيز الطبية الحرس الوطني - الرياض
4. مدينة الأمير سلطان العسكرية - الرياض
5. التخصصي للعيون - الظهران.
6. جون هوبكنز ارامكو - الظهران .
7. مستشفى مغربي للعيون - الرياض .
8. المركز التخصصي الطبي ، فرع الملك فهد - الرياض.
9. مستشفى مغربي للعيون – جدة
10. الاستشاريون لطب العيون – الرياض.

## تسجيل رغبة التبرع بالأعضاء بعد الوفاة:
في حال الرغبة بالتبرع بالأعضاء بعد الوفاة يستطيع الشخص تسجيل رغبته عن طريق تطبيق توكلنا ومشاركة قراره مع ذويه ليساهم في اتخاذهم القرار في حال وفاته، حيث يتم سؤال ذوي المتوفي دماغيًا و أخذ الموافقة الخطية في حال رغبتهم بالتبرع بأعضاء فقيدهم.

## روابط خارجية:
المجلس الصحي السعودي